# Wat Bang Phra

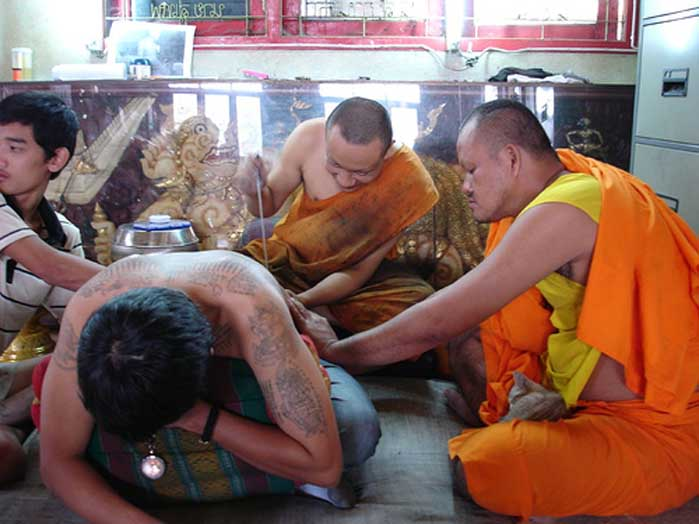
Hlwong Pi Nan a tatuar Sak yant no templo Wat Bang Phra.

Wat Bang Phra (em tailandês:  วัด บาง พระ) é um templo budista (wat) do distrito de Nakhon Chai Si, província de Nakhon Pathom, Tailândia, a cerca de 50 km a oeste de Bangkok.
Wat Bang Phra significa literalmente "templo de alguns monges", ou, alternativamente, "Templo de algumas imagens de Buda" (o termo bang significa "alguma" enquanto que Phra significa "Monge" ou "imagem de Buda").

## História
Não existe registos sobre a construção do templo ou mesmo quando este foi fundado, no entanto, a arquitectura do salão principal sugere que foi edificado durante o período Ayutthaya, enquanto que os murais no interior do corredor principal, indicam elementos característicos da época do reinado dos reis Rama III e Rama IV. O ex-abade Phra Udom Prachanart, mais conhecido por Luang Por Phern, foi um famoso monge de meditação, conhecido pelas suas habilidades de encantamento. Este monge construiu inúmeras estruturas no local a partir de doações monetárias do povo realizadas durante do seu tempo. São de salientar a construção das salas de sermão, assim como o museu local, onde vários artefactos abandonados foram colocados em exposição.

## Morada dos monges tatuadores
O templo há séculos é conhecido como o reduto dos monges que fazem sak yants (tatuagens sagradas). Anualmente ocorre um festival de tatuagens, no qual os monges tatuam a si próprios, aos frequentadores e a milhares de visitantes. Há muitos artigos disponíveis na internet a respeito desta milenar tradição budista.